# Artiom Kraveț
Artiom Anatoliovici Kraveț (ucraineană: Артем Анатолійович Кравець) (n. 3 iunie 1989, Dniprodzerjînsk, Uniunea Sovietică) este un fotbalist ucrainean care joacă pentru clubul ucrainean Dinamo Kiev.